# Fear of the Dark
Fear of the Dark (с англ. — «Страх темноты») — девятый студийный альбом британской хэви-метал-группы Iron Maiden, выпущенный в 1992 году. Третий альбом коллектива, наряду с The Number of the Beast и Seventh Son of a Seventh Son, возглавивший UK Albums Chart. Последняя запись с Брюсом Дикинсоном у микрофона вплоть до Brave New World 2000 года. Первая пластинка, спродюсированная басистом Iron Maiden Стивом Харрисом и последняя, в продюсировании которой принял участие Мартин Бирч, работавший с группой более десяти лет.
Оставшись неудовлетворённой предшественником Fear of the Dark — альбомом No Prayer for the Dying — который был записан в сарае Стива Харриса на студии Rolling Stones Mobile Studio, группa приступила к работе над новой пластинкой в профессиональной студии Barnyard в графстве Эссекс на юго-востоке Англии. Несмотря на это, вокалист Iron Maiden Брюс Дикинсон видел лишь незначительные улучшения в звучании, возлагая вину на продюсера Мартина Бирча. Тогда руководство над записью взял на себя Харрис, что привело к ещё большему недовольству Дикинсона и, в конечном итоге, к его уходу из группы вскоре после выпуска Fear of the Dark.
Пластинка содержит несколько композиций, нетипичных для Iron Maiden. Первый сингл — «Be Quick or Be Dead» — демонстрирует эксперименты коллектива со спид-металом. Третий сингл — «Wasting Love» — одна из немногих баллад в арсенале Iron Maiden; стилистически она тяготеет к пауэр-металу. В подобном духе выдержан дебютный сольный альбом Брюса Дикинсона Tattooed Millionaire, изданный за два года до Fear of the Dark. Тексты песен, написанные Дикинсоном и Яником Герсом, как правило, существенно отличаются от текстов Харриса, который зачастую вкладывал в них политический подтекст. Написанная им «Afraid to Shoot Strangers» является протестом против «Войны в заливе».

## Участники записи
Iron Maiden
- Брюс Дикинсон — вокал
- Дэйв Мюррей — гитара
- Яник Герс — гитара, бэк-вокал
- Стив Харрис — бас-гитара, бэк-вокал
- Нико МакБрэйн — ударные

Приглашённые музыканты
- Майкл Кенни — клавишные

## Список композиций
| #  | Оригинальное название     | Перевод                         | Музыка / Слова           | Время |
| -- | ------------------------- | ------------------------------- | ------------------------ | ----- |
| 1  | Be Quick or Be Dead       | Будь быстрым или мертвым        | Брюс Дикинсон, Яник Герс | 3:24  |
| 2  | From Here to Eternity     | Отныне и вовеки                 | Стив Харрис              | 3:38  |
| 3  | Afraid to Shoot Strangers | Боящийся стрелять в незнакомцев | Харрис                   | 6:56  |
| 4  | Fear Is the Key           | Страх — это ключ                | Дикинсон, Герс           | 5:35  |
| 5  | Childhood’s End           | Конец детства                   | Харрис                   | 4:40  |
| 6  | Wasting Love              | Растрачивая любовь              | Дикинсон, Герс           | 5:50  |
| 7  | The Fugitive              | Дезертир                        | Харрис                   | 4:54  |
| 8  | Chains of Misery          | Цепи страданий                  | Дикинсон, Дэйв Мюррей    | 3:37  |
| 9  | The Apparition            | Привидение                      | Харрис, Герс             | 3:54  |
| 10 | Judas Be My Guide         | Иуда, будь моим проводником     | Дикинсон, Мюррей         | 3:08  |
| 11 | Weekend Warrior           | Воин на выходные                | Харрис, Герс             | 5:39  |
| 12 | Fear of the Dark          | Боязнь темноты                  | Харрис                   | 7:16  |

| # | Название                | Примечание                                 | Музыка / Слова                        | Время |
| - | ----------------------- | ------------------------------------------ | ------------------------------------- | ----- |
| 1 | Nodding Donkey Blues    | Би-сайд с сингла «Be Quick or Be Dead»     | Дикинсон, Герс, Харрис, Нико МакБрэйн | 3:18  |
| 2 | Space Station No. 5     | Би-сайд с сингла «Be Quick or Be Dead»     | Сэмми Хагар, Ронни Монтроуз           | 11:58 |
| 3 | I Can’t See My Feelings | Би-сайд с сингла «From Here to Eternity»   | Тони Бордж, Барк Шелли                | 3:50  |
| 4 | Roll Over Vic Vella     | Би-сайд с сингла «From Here to Eternity»   | Чак Берри                             | 4:48  |
| 5 | No Prayer for the Dying | Би-сайд с сингла «From Here to Eternity»   | Харрис                                | 4:23  |
| 6 | Public Enema Number One | Би-сайд с сингла «From Here to Eternity»   | Дикинсон, Мюррей                      | 3:58  |
| 7 | Hooks in You            | Би-сайд с сингла «Fear of the Dark (live)» | Дикинсон, Адриан Смит                 | 3:44  |

## Позиции в чартах
| Чарт           | Позиция |
| -------------- | ------- |
| Австралия      | 11      |
| Австрия        | 8       |
| Великобритания | 1       |
| Венгрия        | 25      |
| Германия       | 5       |
| Европа         | 2       |
| Италия         | 7       |
| Нидерланды     | 36      |
| Новая Зеландия | 4       |
| Норвегия       | 6       |
| США            | 12      |
| Швейцария      | 5       |
| Швеция         | 8       |
| Япония         | 11      |

| Сингл                     | Чарт           | Позиция | Альбом           |
| ------------------------- | -------------- | ------- | ---------------- |
| «Be Quick or Be Dead»     | Великобритания | 2       | Fear of the Dark |
| «Be Quick or Be Dead»     | Ирландия       | 10      | Fear of the Dark |
| «Be Quick or Be Dead»     | Норвегия       | 3       | Fear of the Dark |
| «Be Quick or Be Dead»     | Швейцария      | 15      | Fear of the Dark |
| «Be Quick or Be Dead»     | Швеция         | 15      | Fear of the Dark |
| «From Here to Eternity»   | Великобритания | 21      | Fear of the Dark |
| «From Here to Eternity»   | Ирландия       | 27      | Fear of the Dark |
| «Fear of the Dark (live)» | Великобритания | 8       | A Real Live One  |
| «Fear of the Dark (live)» | Ирландия       | 17      | A Real Live One  |